# Daniel Pinillos
Daniel „Dani“ Pinillos González (* 22. Oktober 1992 in Logroño) ist ein spanischer Fußballspieler, der zuletzt beim englischen Zweitligisten FC Barnsley unter Vertrag stand.

## Vereine

### Stationen in Spanien
Im Juli 2010 wechselte Daniel Pinillos aus der Jugend seines Heimatvereins UD Logroñés zu Racing Santander, für die er in den folgenden drei Spielzeiten ausschließlich in der zweiten Mannschaft zum Einsatz kam.
Am 9. Juli 2013 gab der Drittligist CD Ourense die Verpflichtung des 20-jährigen Linksverteidiger bekannt. Für die Mannschaft aus Ourense absolvierte er einundzwanzig Ligaspiele, ehe er nach nur einem halben Jahr den Verein wieder verließ und sich dem FC Córdoba anschloss. Die Segunda División 2013/14 beendete er mit seinem neuen Team aus Córdoba als Tabellensiebenter und zog damit in die Play-offs ein. Nach einem Halbfinalerfolg über Real Murcia setzte sich der in allen vier Play-off-Spielen eingesetzte Pinillos mit seiner Mannschaft im Finale gegen UD Las Palmas durch. Mit dem Aufsteiger beendete er die anschließende Primera División 2014/15 als Tabellenletzter und stieg damit direkt wieder in die zweite Liga ab. Pinillos kam dabei in zwölf Erstligapartien zum Einsatz.

### FC Nottingham Forest und FC Barnsley
Am 30. Juli 2015 wechselte Daniel Pinillos zum englischen Zweitligisten Nottingham Forest und unterzeichnete einen Zweijahresvertrag. Für den Verein bestritt er in zwei Jahren fünfunddreißig Ligaspiele und erzielte dabei einen Treffer, wobei er aufgrund einer schweren Knieverletzung fast ein Jahr kein Spiel für Forest bestreiten konnte. Nach dem Auslaufen seines Vertrages verließ er Nottingham im Sommer 2017.
Anfang Juli 2017 kehrte er nach Spanien zum FC Córdoba zurück und bestritt sechzehn Spiele in der Segunda División 2017/18, ehe er bereits Mitte Januar 2018 wieder nach England wechselte und sich dem Zweitligisten FC Barnsley anschloss. Mit seiner neuen Mannschaft stieg Pinillos am Saisonende aus der EFL Championship 2017/18 in die dritte Liga ab. Erfolgreicher agierte das Team um den Stammspieler Daniel Pinillos in der EFL League One 2018/19 mit der Rückkehr in die Zweitklassigkeit als Tabellenzweiter. 2019/20 kam er lediglich in vier Ligaspielen zum Einsatz und sicherte sich mit Barnsley knapp den Klassenerhalt.